# 正歌剧

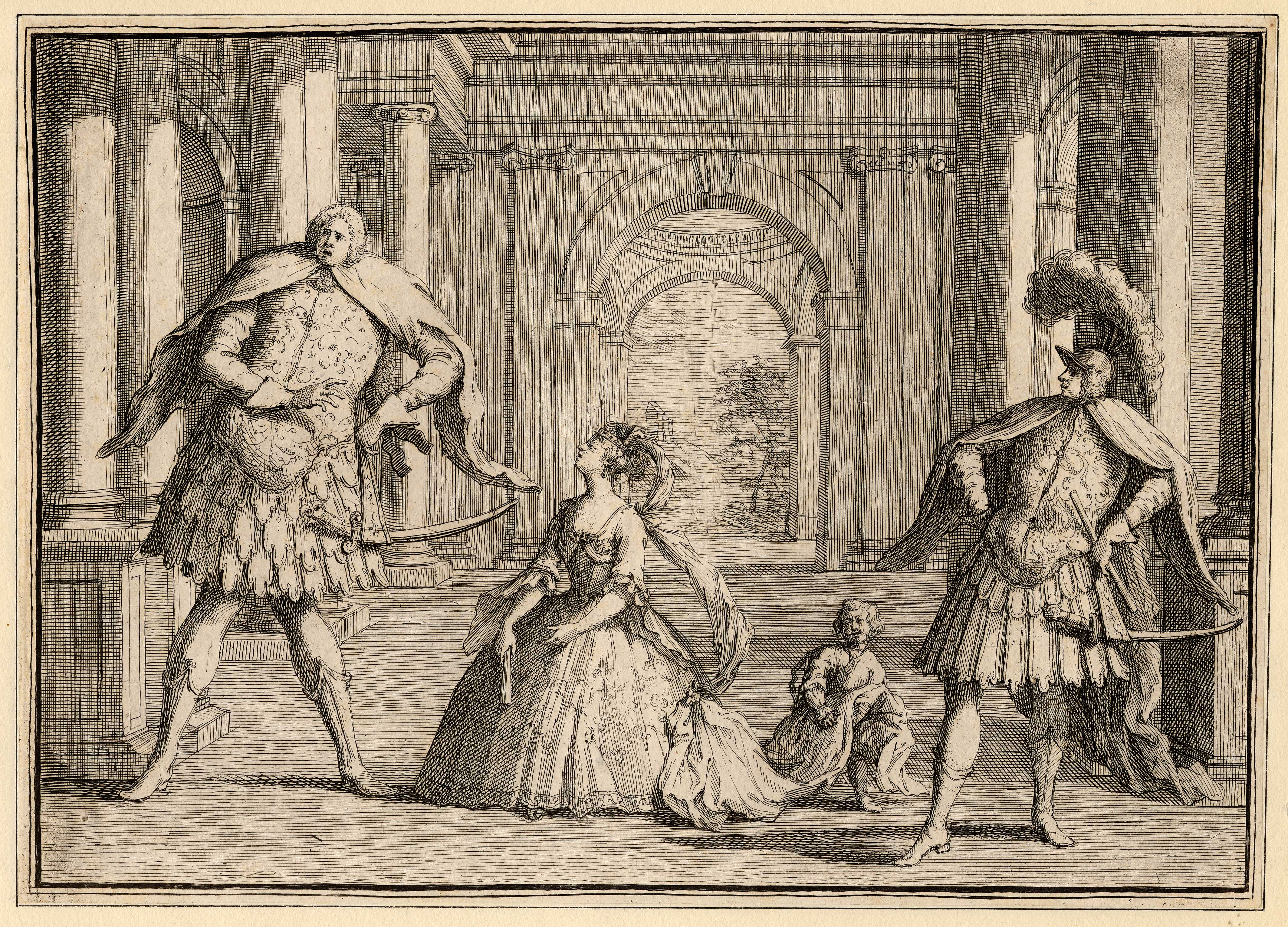
疑似亨德爾劇「Flavio」設景，一說「Giulio Cesare in Egitto」

正歌劇（義大利語：opera seria，義大利語發音：[ˈɔːpera ˈsɛːrja]；複數：opere serie）歌劇形式，溯其源於義大利那不勒斯，巴洛克時代18世紀初至中葉風行，終遜位於以Gluck為首所創「改革派歌劇」。然其為題材延續直入古典時代，莫扎特早年所作如「Lucio Silla」, 「Idomeneo」足以為例，甚至羅西尼於1813年所作「Tancredi」亦有人論辯當歸類於斯。
正歌劇考其名蓋謂體正辭正，對立先行者如Monteverdi之「L'incoronazione di Poppea」劇之存理，以正德也，觀眾既觀之，覺有所悟，歸而反芻，臻於自我昇華。是以取材無外乎神話及膾炙人口歷史事件。至18世紀初所謂巴洛克盛時格式已基本固化，宣敘調以敘事互動，咏歎調以宣染述情，音樂風格華實雕琢，形勝於實，牘貴於珠。材者無論所選，人物難偏套路：君子厄，小人起，或垂延其位，或覬覦其妻，是以濫造劇情，圖懸觀眾心弦，然ㄧ習俗則不可避免：或良心發現，或寬恕釋結，運命所賜，人力所為，終章必皆大歡喜。
音樂結構亦此類：所謂「Da Capo 詠嘆調」 A-B-A 結構，卒章則即刻首章反現。同其古典及浪漫時代子嗣，序曲開篇，宣敘詠嘆相間，獨唱為規，合唱點綴，終章止於大合唱。